# Demoparty
Demoparty — фестиваль компьютерного творчества, мероприятие по встрече демомейкеров (авторов мультимедийных презентаций, в частности, демо).
В рамках демопати проводятся компо (от англ. compete, «соревноваться») — конкурсы по различным направлениям компьютерного творчества: собственно программам-демонстрациям, компьютерной графике и музыке, другим. Помимо конкурсов для заранее созданных работ на демопати проводятся реалтайм-конкурсы, целью которых является создание конкурсной работы за ограниченное время (обычно несколько часов). На многих  встречах присутствует свободный конкурс (Wild Compo, где, как правило, выставляется видео, и чисто развлекательные конкурсы (например, на дальность метания винчестера).
Близким видом мероприятия являются виртуальные компо, в которых часто отсутствуют демо-конкурсы, но есть графика и музыка.

## Известные демопати
- Assembly (Финляндия)
- ENLiGHT (Санкт-Петербург)
- CAFePARTY (Казань)
- Chaos Constructions (Санкт-Петербург)
- DiHalt (Дзержинск, Нижний Новгород)
- Paradox (Ростов-на-Дону)